# Bruno Mora
Bruno Mora (Parma, 29 de março de 1937 - Parma, 10 de dezembro de 1986) foi um futebolista e treinador italiano. Atuava como atacante (ponta-direita). 
Jogou 13 temporadas (241 jogos, 63 gols) na Serie A por UC Sampdoria, Juventus FC, AC Milan e Parma AC.
Ganhou 21 partidas e marcou 4 gols pela Seleção Italiana de Futebol, e jogou na Copa do Mundo FIFA de 1962, marcando na fase-de-grupos contra a Suíça.

## Carreira
Mora jogou por 13 temporadas na Serie A por Sampdoria, Juventus, Milan e Parma, marcando 63 gols em 245 jogos. Ele é principalmente lembrado por uma performance quando jogava no Milan, na final da Liga dos Campeões contra o Benfica em 1963 no Estádio de Wembley. Ele também jogou muito bem durante a Serie A de 1967-1968 no qual o Milan se sagrou campeão. Mora também venceu o título de Serie A da 1960-61 com a Juventus. Ele terminou sua carreira no Parma jogando as divisões inferiores da Italia, conquistando o título da Serie D da 1969-70. 

## Na Seleção
Mora jogou 21 partidas e marcou 4 gols pela Itália entre 1959 e 1965. Ele fez sua estréia internacional em um empate em 1-1 contra a Hungria, em Florença, em 29 de novembro de 1959. 
Ele participou da Copa do Mundo de 1962 no Chile. Ele marcou um gol no segundo minuto de jogo na partida contra a Suíça, em 7 de junho de 1962. Junto com o gol de Pietro Ferraris contra a Noruega em 1938, este é o gol mais rápido da Italia em Copas do Mundo. 
Uma lesão grave (uma colisão com o jogador de Bolonha, Giuseppe Spalazzi) o impediu de participar da Copa do Mundo de 1966.

## Estilo de jogo
Ele era um jogador rápido e talentoso, Mora era conhecida por sua habilidade, ritmo e habilidade de cruzamento, bem como seu estilo de jogo direto e ofensivo na ala direita; Ele era considerado um dos melhores jogadores do mundo em sua posição e era conhecido por sua habilidade de superar os oponentes.   

## Títulos

### Milan
- Liga dos Campeões da UEFA: 1962-63.
- Serie A: 1967-68.
- Coppa Italia: 1967.
- Hall da Fama do Milan [2]

### Juventus
- Serie A: 1960-61.

### Parma
- Serie D: 1969-70

## Referência
1. ↑  Piksel.com. «Ficha do Bruno Mora». FIGC - Federazione Italiana Giuoco Calcio. Consultado em 5 de dezembro de 2017
2. ↑  Milan, AC. «Bruno Mora no Hall da Fama do Milan». AC Milan. Consultado em 5 de dezembro de 2017